# 王明 (崇禎進士)
王明（？—？），號南谷，河南河南府河南卫官籍，洛阳人，明朝政治人物。

## 生平
崇祯九年（1636年）丙子科河南鄉試第四十二名舉人，崇禎十年（1637年），登丁丑科會試第二百三十八名，廷試三甲一百十一名进士。兵部觀政，十一年授行人司行人。

## 家族
曾祖王耘，祖王三重〔增生〕，父王心敏〔儒官〕。